# Хуан Синго
Хуа́н Синго́ (кит. упр. 黄兴国, пиньинь Huáng Xīngguó, род. в октябре 1954) — китайский политик, и. о. главы Тяньцзиньского горкома КПК (2014—2016) и мэр Тяньцзиня (2007—2016), бывший член ЦК КПК (с 2012 года, кандидат с 2002 года), ныне исключённый из партии. 25 сентября 2017 года был приговорен судом к 12 годам тюремного заключения за коррупцию.
Член КПК с сент. 1973 года, член ЦК КПК 18 созыва (кандидат 16-17 созывов).
На 7 пленуме ЦК КПК в октябре 2017 года было утверждено принятое ранее Политбюро ЦК КПК решение о его исключении из КПК.

## Биография
По национальности ханец.
Окончил Чжэцзянскую провинциальную партшколу, где изучал марксистскую теорию (получил образование уровня колледжа). Степень магистра получил в управленческой докторантуре университета Тунцзи в Шанхае.
В 1973-76 гг. замглавы Сяншанького комсомольского комитета.
С 1982 года глава отдела пропаганды парткома, с 1984 г. замглавы, в 1985-89 гг. глава Сяншанького парткома КПК.
С 1989 года замглавы, в 1990-96 гг. глава парткомов КПК Тайчжоу (Чжэцзян).
В 1996—1998 гг. ответ.секретарь правительства пров. Чжэцзян.
В 1998—2003 гг. вице-губернатор пров. Чжэцзян и одновременно глава горкома КПК г. Нинбо.
До 2003 года он работал лишь в своей родной Чжэцзянской провинции.
С 2003 года вице-мэр и замглавы горкома КПК, с 2007 года мэр Тяньцзиня.
В 2014—2016 гг. и. о. главы Тяньцзиньского горкома КПК.